# Leedsichthys
Leedsichthys là một loài cá khổng lồ của họ Pachycormidae, một nhóm cá xương Đại Trung Sinh đã sinh sống ở các đại dương giữa kỷ Jura.
Những di cốt đầu tiên của Leedsichthys được xác định vào thế kỷ XIX. Đặc biệt quan trọng là những phát hiện của nhà sưu tập người Anh Alfred Nicholson Leeds, chi này được đặt tên vào năm 1989 để vinh danh công lao của ông và có nghĩa đen là "cá Leeds '". Loài điển hình là Leedsichthys problematicus. Hóa thạch Leedsichthys đã được tìm thấy tại Anh, Pháp, Đức và Chile. Trong năm 1999, dựa trên những khám phá Chile, một loài thứ hai được đặt tên là Leedsichthys notocetes, nhưng sau đó người ta nhận ra rằng nó giống hệt L. problematicus.